# Källstorps socken
Källstorps socken i Skåne ingick i Vemmenhögs härad, uppgick 1967 i Trelleborgs stad och området ingår sedan 1971 i Trelleborgs kommun och motsvarar från 2016 Källstorps distrikt.
Socknens areal är 15,60 kvadratkilometer varav 15,59 land. År 2000 fanns här 242 invånare. Jordberga slott samt kyrkbyn Källstorp med sockenkyrkan Källstorps kyrka ligger i socknen. 

## Administrativ historik
Socknen har medeltida ursprung. 
Vid kommunreformen 1862 övergick socknens ansvar för de kyrkliga frågorna till Källstorps församling och för de borgerliga frågorna bildades Källstorps landskommun. Landskommunen uppgick 1952 i Klagstorps landskommun som uppgick 1967 i Trelleborgs stad som ombildades 1971 till Trelleborgs kommun. Församlingen utökades 2002.
1 januari 2016 inrättades distriktet Källstorp, med samma omfattning som församlingen hade 1999/2000.  
Socknen har tillhört län, fögderier, tingslag och domsagor enligt vad som beskrivs i artikeln Vemmenhögs härad. De indelta soldaterna tillhörde Södra skånska infanteriregementet, Vemmenhögs kompani.

## Geografi
Källstorps socken ligger öster om Trelleborg. Socknen är en odlad slättbygd på Söderslätt.

## Fornlämningar
Från stenåldern är boplatser och lösfynd funna. Från bronsåldern finns tre gravhög, en benämnd Fennehög. En runsten, Källstorpstenen, finns vid Jordberga. 

## Namnet
Namnet skrevs 1346 Kätilstorp och kommer från kyrkbyn. Efterleden är torp, 'nybygge'. Förleden innehåller mansnamnet Ketil.
Namnet skrevs före 1910 Kellstorps socken.